# Columbus Museum of Art
Le Columbus Museum of Art est un musée d'art situé à Columbus dans l'Ohio. Il a été créé en 1878 en tant que Columbus Gallery of Fine Arts. En 2011, l'ouverture de The Center for Creativity a permis d'ajouter des espaces pour les expositions et les activités de médiation culturelle. Le 25 octobre 2015, l'ouverture de l'aile Margaret M. Walter a ajouté 50 000 pieds carrés (4 645 mètres carrés) en superficie.

## Historique
En 1878, la Columbus Gallery of Fine Arts devient le premier musée d'art en Ohio à enregistrer sa charte auprès des autorités de l'état. En 1887, la Columbus Art School s'associe à la galerie d'art.
La construction de l'immeuble principal débute en 1928 d'après les plans de l'architecte de New York Charles Adams Platt. À l'occasion de son centenaire en 1978, l'institution adopte son nom actuel.

## Collection
Au fil des décennies, la collection s'est enrichie de divers ensembles, dont la Ferdinand Howald Collection d'art moderne, la Sirak Collection d'œuvres impressionnistes et expressionnistes, la collection de la Photo League et la Schumacher Collection. La collection est aussi composée d'œuvres d'artistes natifs de l'Ohio tels quel George Bellows, Elijah Pierce (en) et Aminah Brenda Lynn Robinson (en).
Parmi les artistes dont les œuvres sont présentes dans la collection, citons Pablo Picasso, Juan Gris, Élisabeth Vigée-Lebrun, François Boucher, Artemisia Gentileschi, Paul Cézanne, Jean Auguste Dominique Ingres, Mary Cassatt, Edgar Degas, Henri Matisse, Claude Monet, Rosa Bonheur, Edward Hopper et Norman Rockwell.

## Œuvres
Parmi les œuvres conservées par le musée, relevons:
- George Bellows, Polo at Lakewood, 1910[6]
- George Bellows, Riverfront No. 1, 1915
- Albert Bierstadt, Landscape, vers 1867-1869
- Rosa Bonheur, The Coal Carriers, 1851[7]
- Charles Burchfield, Twilight Moon, 1916
- Mary Cassatt, Portrait of a Young Woman, 1898
- Mary Cassatt, Susan Comforting the Baby No. 1, c. 1881[8]
- Paul Cézanne, Portrait de Victor Chocquet, 1877
- Camille Corot, The Little Bird Nesters, 1873
- Robert Delaunay, Portuguese Woman, 1916
- Charles Demuth, The Tower, 1920
- Arthur Dove, Movement No. 1, 1911
- Artemisia Gentileschi, Bethsabée, vers 1636‒1637
- William Glackens, Beach Scene, New London, 1918
- Juan Gris, Glass of Beer and Playing Cards, 1914[9]
- William Michael Harnett, After the Hunt, 1883
- Marsden Hartley, Cosmos, 1908-1909
- Winslow Homer, Haymaking, 1864
- Edward Hopper, Soleil du matin, 1952
- Jean-Auguste-Dominique Ingres, Raphaël à la Farnesina avec la Fornarina, 1840[10]
- Ernst Ludwig Kirchner, Tower Room, Fehmarn, 1913
- Nicolas de Largillière, Portrait of Marc-Conrad Buisson, vers 1710[11]
- Edward Middleton Manigault, The Clown, 1912
- Edward Middleton Manigault, The Rocket, 1909
- Henri Matisse, Lorette à la veste rouge, 1917
- Henri Matisse, Le Congre, Étretat, 1920
- Claude Monet, The Mediterranean (Cap d'Antibes), 1888
- Claude Monet, Weeping Willow, 1918
- Elie Nadelman (en), Host, vers 1920-23
- Pablo Picasso, Femme nue (J'aime Eva), 1912
- Pablo Picasso, Nature morte au compotier (Still Life with Compote and Glass), 1914–15[12]
- Pierre-Auguste Renoir, Christine Lerolle Embroidering, vers 1895
- Pierre-Auguste Renoir, Madame Henriot 'en travesti' (The Page), 1875–76
- Henri Rousseau, dit le douanier Rousseau, La Chasse au tigre, vers 1895
- Charles Sheeler, Lhasa, 1916
- John Singer Sargent, Carmela Bertagna, 1879
- Anthony van Dyck, Christian Bruce, 1635
- Joseph-Marie Vien, Vénus, blessée par Diomède, est sauvée par Iris, 1775
- Élisabeth Vigée Le Brun, Varvara Ivanovna Narichkine, 1800
- Jacques Villon, L'Atelier de mécanique, 1914
- Jacques Villon, Portrait de M. J. B. peintre (Jacques Bon), 1914